# Лазаренко, Виктор Николаевич
Виктор Николаевич Лазаренко (7 января 1942, Коркино, Челябинская область, РСФСР — 25 ноября 2016, Троицк, Челябинская область, Российская Федерация) — советский и российский учёный-аграрий, доктор сельскохозяйственных наук, академик, почетный гражданин города Троицка, ректор Уральской академии ветеринарной медицины (1984—2011), народный депутат СССР.

## Биография
В 1964 году окончил Троицкий ветеринарный институт. В 1973 году окончил аспирантуру Сельскохозяйственной академии им. К. А. Тимирязева, защитив кандидатскую диссертацию.
Начал работать в 1964 году зоотехником в госплемзаводе «Россия», впоследствии стал заместителем директора этого предприятия.
- 1973—1975 гг. — главный зоотехник Министерства сельского хозяйства СССР,
- 1975—1984 гг. — преподавал в Сельскохозяйственной академии им. К. А. Тимирязева,
- 1984—2011 гг. — ректор Уральской государственной академии ветеринарной медицины (Троицкий ветеринарный институт).

В 1989 году — был избран народным депутатом СССР от Троицкого территориального избирательного округа № 341 Челябинской области.
В 1990 году — защитил докторскую диссертацию, в 1991 году ему было присвоено ученое звание профессора.
В 1991—1993 годах — исполнял обязанности первого заместителя главы администрации Челябинской области, совмещая эти обязанности с должностью ректора.
В 2004, 2005 и 2009 годах — академия была отмечена международной наградой Золотая медаль «Европейское качество» в номинации «100 лучших вузов России», а Виктор Николаевич был награждён Почетными знаками «Ректор года 2004», «Ректор года 2005», «Ректор года 2009».
С 1997 по 2012 год — заведовал кафедрой генетики и разведения сельскохозяйственных животных Уральской государственной академии ветеринарной медицины.
Похоронен на городском кладбище Троицка.

## Научная и общественная деятельность
Занимался вопросами создания селекционного стада молочного скота в госплемзаводе «Россия», рационального использования ресурсов скотоводства в зоне Южного Урала и Северного Казахстана.
Автор 230 научных и методических работ, в том числе 2 учебника для ВУЗов, 10 монографий, 6 патентов на изобретения.
Под его руководством были защищены 51 кандидатская и 5 докторские диссертацию.

## Награды и звания[1]
- Орден Трудового Красного Знамени (1991)
- Орден Почёта (2002)
- Золотая медаль ВДНХ (1969)
- Медаль «В ознаменование 100-летия со дня рождения Владимира Ильича Ленина» (1970)
- Заслуженный деятель науки Российской Федерации
- Почётный работник высшего профессионального образования Российской Федерации
- Медаль «Ветеран труда» (1987)
- Медаль «За вклад в развитие агропромышленного комплекса» (2005)
- Знак отличия «За заслуги перед Челябинской областью» (2010)
- Почётный гражданин города Троицка (2008)
- Святая София — международная награда за вклад в возрождение духовности, национальной науки и культуры
- Почётные знаки «Ректор года 2004», «Ректор года 2005», «Ректор года 2009»
- «За личный вклад в развитие духовности, национальной науки и культуры» (Великобритания, Оксфорд, 2005)
- Звание «Эксперт в области сельского хозяйства» (Американский биографический институт, Нью-Йорк, 2005)